# Deniela Konstantinova
Deniela Konstantinova (* 22. Juli 2005 in Ikšķile) ist eine lettische Beachvolleyballspielerin.

## Karriere

### Jugend und Junioren
Mit ihrer ersten Partnerin Zaiga Kalvāne wurde die aus Ikšķile stammende Sportlerin bei der Jugend-EM 2021 Fünfundzwanzigste. Eine Saison später erreichte sie mit Līva Ēbere das Endspiel der Europameisterschaften der unter Zwanzigjährigen und stand im Halbfinale bei der U18 EM. Nicht so erfolgreich lief es bei den Welttitelkämpfen U19, wo die beiden Lettinen als Dritte ihres Pools in der ersten Hauptrunde an den Deutschen Annika Berndt und Janne Uhl scheiterten und so den geteilten siebzehnten Platz belegten.

### Erwachsene
2021 trat Konstantinova zum ersten Mal mit Varvara Brailko an und stand mit ihr im Endspiel eines nationalen Turniers. Im folgenden Jahr konnten die beiden dieses Ergebnis mit einem Sieg im Juni und einer weiteren Finalteilnahmen im Juli noch verbessern. Bei der nationalen Meisterschaft ihres Heimatlandes im August waren sie an Nummer eins gesetzt, verloren jedoch das Endspiel gegen Anete Namiķe und Ēbere in drei Sätzen. Seit 2023 bilden Līva Ēbere und Deniela Konstantinova bei Wettkämpfen der Erwachsenen ein festes Beachpaar. Die beiden gewannen mit der lettischen Nationalmannschaft die Qualifikation zum CEV Beachvolleyball Nations Cup 2023 in Netanja und zum ersten Mal gemeinsam ein nationales Turnier in ihrem Heimatland.